# كوديم ثلاثي الكأسية
كوديم ثلاثي الكأسية (الاسم العلمي:Codiaeum trichocalyx) هو نوع من النباتات يتبع جنس الكوديم من الفصيلة الفربيونية. تم وصف هذا النوع من النبات علمياً لأول مرة من قبل إلمر درو ميريل سنة 1920.